# マンノウォー
マンノウォー（Man O' War、1917年 - 1947年）は、アメリカ合衆国の競走馬・種牡馬。セクレタリアトと並ぶアメリカを代表する名馬である。「20世紀米国の100名馬（『ブラッド・ホース』誌）」第1位。「20世紀のトップアスリートベスト100（ESPN） 」第84位。全弟にジョッキークラブゴールドカップの勝ち馬のマイプレイがいる。
現在に至るまで「アメリカ競馬史上最高の馬」の座を不動のものとしている馬であり、単に「優れた競走馬」ではなく、ベーブ・ルースなどと共に「時代を代表する英雄」として語られる存在である。

## 経歴

### 馬名
マンノウォーは1917年3月、ニューヨークジョッキークラブ会長のオーガスト・ベルモント2世が所有するナーサリー牧場で生まれた。生後1週間後、後にマンノウォーを管理するルイス・フューステル調教師はかつてナーサリー牧場で働いており、産駒見学をしに久々訪れてマンノウォーの姿を見た時はひょろ長くて体に幅がないと評して印象に残らなかった。同年の秋に乳離れの時期になるや、めきめきと成長し、年が改まる頃にはかつての面影がなくなるほど成長していた。オーガスト・ベルモント2世のナーサリー牧場生産馬はほとんど、妻で元女優のエレノアが命名していた。4月にアメリカが第一次世界大戦参戦を決めると、ベルモントは65歳ながら陸軍に志願し、補給担当官として軍馬購買の任務を帯びてパリに出征した。これをうけ、エレノアは「My Man O' War（私の戦争専門家、軍艦）」と命名した。1917年産まれ馬は気に入っていたマンノウォーだけ残して売却するよう言っていた。しかしまもなく、ベルモントは、マンノウォーも売り払うように指示する電報を打った。その話を聞いたフューステルは早速牧場にやってきた。生後と比べ物にならないほど成長し、脚は依然として長めだが骨太で丈夫さと均整のとれたバランスの良い馬体となったマンノウォーの姿を見て驚いて惚れ込み、買うならこの馬だと内心決めた。1918年にサラトガ・スプリングズで開催されたファシグ・ティプトンのスプリングセールに出品されたときには単に「Man O'War」という馬名になっていた。フューステルは サミュエル・ドイル・リドル に熱心に薦めるが、リドルは馬格が障碍向きなことを理由に乗り気ではなかった。しかし、恐妻家のリドルは妻の「馬を調教するのはあなたではなくフューステルなんだから調教師の言う通りにしたらどう！」という言葉を受けて5000ドルで落札し、フューステルに預けた。この落札はのちに「リドルの幸運はベルモントの不運」と称されることになる。同セリで最高価格の15600ドルが付けられたゴールデンブルームという馬を買ったのはリドルの姪で、マンノウォーと1歳秋と2歳春の２回調教レースをする機会があった。1回目の2ハロンレースはマンノウォーの負けだったが、2回目の3ハロンレースは1馬身差で勝ち、ハロンのラップ11秒0というタイムを出し、フューステルは自身の相馬眼に狂いはなかったと満足した。愛称は赤味がかった栗毛の馬体に由来する「Big Red（ビッグレッド）」で、必要な場合をのぞきほとんどこの名前で呼ばれていた。

### 競走馬時代
マンノウォーは1919年6月にベルモント競馬場でデビューし5ハロンをタイム59秒フラットで6馬身差の圧勝をして、8月にかけて6連勝を飾った。
8月13日に7戦目のサンフォードメモリアルステークス（サラトガ競馬場、6ハロン）はマンノウォー以外にゴールデンブルームとアプセットの2頭で3頭立てだった。マンノウォーはスタートで出遅れ、直線コースに入ったところゴールデンブルームが落伍、先頭を走るのはマンノウォーより15ポンド（6.8キロ）軽い斤量のアプセットでその後ろを走り、第4コーナーで大きく外側を通ったあと内側によれ、ゴール前で今度は外側によれるという騎手の不手際があり、半馬身差の2着に敗れた。このレースの優勝馬は番狂わせという意味の馬名を持つアップセットで、のちに「マンノウォーに勝った唯一の馬」として知られるようになった。10日後のレースでアプセットと再戦し、スタートからゴールまでずっと1馬身差を空けてマンノウォーが勝った。さらに2連勝したマンノウォーは10戦9勝でこの年のシーズンを終えた。
1920年、マンノウォーはアメリカクラシック三冠第2戦のプリークネスステークスでレースに復帰した（第1戦のケンタッキーダービーに出走しなかった理由は不明である。マンノウォーは同レースを優勝すると11日後にはウィザーズステークスにも優勝した。6月に行われたクラシック第3戦のベルモントステークスは他の出走馬はドンナコーナのみとなったが、勝ちタイムの2分14秒2はダート2200メートルのアメリカレコードを記録し、ドンナコーナに20馬身の着差をつけて優勝した。このレースは当時の新聞によって「ダチョウとガチョウの駆け比べ」と評されるほど一方的なものであった。マンノウォーの生産者だったベルモントは終戦により帰国していたので、このレースを見ており、自分の生産した馬で最良はトレーサリーであるという信念を持っていたがこの日を限りに2度と口にしなかった。
ベルモントステークス勝利直後、50万ドルでシンジケートを組む依頼とワゴナーという人物が100万ドルという金額を提示して購買申し込みがあったが、リドルは両方共を断っている。
その後は8戦8勝、うち6つのレースでレコードを更新するという非常に優秀な成績を収めた。中でも有名なのが次の2戦である。7月10日、ドワイヤーステークス（9ハロン、アケダクト競馬場）は、マンノウォーとジョンピーグライアーと2頭立てになり、負担重量は前者が126ポンド(57.2キロ)、後者が108ポンド（49キロ）。同時にスタートした2頭はストライドもペースもぴったり同じで、4コーナーから直線コースにさしかかっても2頭の馬が張り付いて走っているようだった。スタンドで見つめる大観衆は静まり、聞こえるのは2頭の蹄が立てる軽い地響きだけとなり異様な雰囲気を醸し出す。そして、ジョンピーグライアーが一歩か一歩半前に出るとスタンドが重く淀んだような嘆声がうずまいた。ゴールまで1ハロンあるか判らない所でカマ―は少しも騒がず、右手に持った鞭で一度マンノウォーの尻を叩き、1馬身差で勝利。敗れたジョンピーグライアーも健闘振りを讃えられた。
9月4日、生涯で最長距離となったローレンスリアライゼーションステークス （1マイル5ハロン、ベルモント競馬場）も2頭立てで開催。マンノウォーは自身より10ポンド（4.5キロ）軽い相手のフッドウィンクをスタートから威容で呑みこんだのか始めの2ハロンで20馬身の差を付け、ゴールでは約100馬身(400メートル)もの着差と、2分40秒8の全米レコードを記録。
10月2日（カナダのケニルワース競馬場、10ハロン）にアメリカ競馬史上初の三冠馬・サーバートンを相手に、賞金75000ドルと5000ドルの値打ちの金杯を巡りマッチレースで対戦。一つ年下のマンノウォーは6ポンド（2.7キロ）軽いハンデを課せられた。3万人の観客が見る中、レースは終始リードを保ったマンノウォーが7馬身差の勝利を収めた。この後、競走馬を引退する前に、賞金50000ドルのマッチレースの勧誘や、イギリスから同じ様な条件の申し込みがあったが、種牡馬として供用する予定のマンノウォーに万一の事故があることを心配したリドルに断られて、マンノウォーは種牡馬となった。
獲得賞金は24万9465ドルで、アメリカ史上初めて獲得賞金が20万ドルを超えた競走馬となった。これはイギリスポンドで49839ポンドに相当するがアイシングラスの57455ポンドを下回っており、当時イギリスが賞金面でアメリカを凌駕して名実共に世界の競馬界をリードしていたことを示している。

### 種牡馬時代

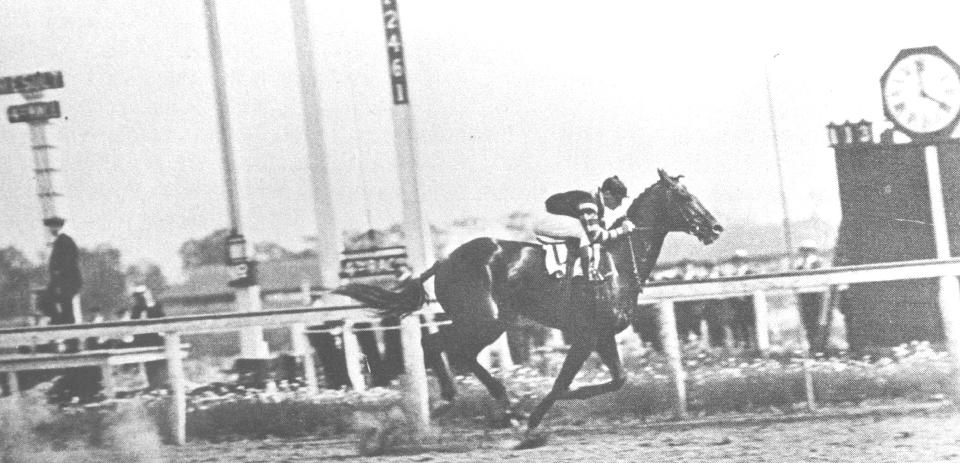
スタイヴェサントハンデキャップ（1920年）

種牡馬となったマンノウォーはケンタッキー州にある牧場 で繋養され、初年度の種付け料は2500ドルに設定されたが、初子の活躍により、1925年にはプレミアムがついて実質5000ドルに跳ね上がった。リドルはマンノウォーの年間交配頭数を25頭に制限した 。種付け数の制限により、マンノウォーの産駒はもっとも多い年1924年生まれでも23頭しか生まれなかった。さらに、当時アメリカの多くの州で馬券発売競馬の解禁から間もなく、競馬の人気が盛り返して馬資源が不足し、優秀な繁殖牝馬が中々手に入りにくい実情もあった。それでも最初の5年間はリーディングサイアー10位内に名を連ね、1926年にはアメリカのリーディングサイアーを獲得し、その後も4回10位以内に入り、リーディングサイアー10位以内を計10回記録した。産駒数が少なかったことでアメリカ国外の平地レース勝ち馬は見当たらないが、バトルシップがグランドナショナルを勝ち、ブロッケードという馬も障碍レースで活躍し、父を障碍向きと見たリドル評に応じている。
17年間のアメリカのセリでマンノウォー産駒の1歳馬は合計45頭が売却されたが売上金額405365ドル、一頭平均約9000ドルと高値が付いた。しかし、値段の高さに反して45頭の賞金収得総額は196188ドルと半額以下で、1928年のセリにおいてアメリカ史上最高価格の6万ドルで売れたブロードウェイリミテッドは未勝利で賞金0ドルに終わった。
おもな活躍馬にアメリカクラシック三冠馬ウォーアドミラルや後継種牡馬となったウォーレリックなどがいる。日本では直仔の月友は故障で未出走だったが種牡馬として活躍し、さらに直系種牡馬のヴェンチア、リンボーなども活躍を見せた。
ブルードメアサイアーとして約15年間上位にいた。マンノウォーのニックスとしてはロイヤルチャージャーやナスルーラら渡米したファロス系種牡馬との配合が好成績でネヴァーセイダイなどが産まれた。
気性はすこぶる荒かったが、旺盛な食欲と故障知らずで頑丈な体で馬主に迷惑をかけなかったが1943年に心臓衰弱が酷くなり種牡馬を引退。1947年11月1日、激しい疝痛に襲われて心臓機能も低下したため、リドルの指示で薬殺による安楽死処分された。死後の1957年、アメリカ競馬殿堂入りを果たした。

## 年度別競走成績
- 1919年（10戦9勝、アメリカ最優秀2歳牡馬）
  - フューチュリティステークス、ホープフルステークス、トレモントステークス
- 1920年（11戦11勝、アメリカ年度代表馬、アメリカ最優秀3歳牡馬）
  - ベルモントステークス、ウィザーズステークス、ローレンスリアライゼーションステークス、プリークネスステークス、トラヴァーズステークス、ジョッキークラブステークス、ケニルワースパークゴールドカップ

## 主な産駒
- ウォーアドミラル（アメリカクラシック三冠馬）
- ハードタック（シービスケットの父）
- クルセイダー（ベルモントステークス、ジョッキークラブゴールドカップステークス）
- アメリカンフラッグ（ベルモントステークス）
- クライドヴァンデュセン（ケンタッキーダービー）
- バトルシップ（グランドナショナル）
- 月友（アルザータの持ち込み、戦前から戦後に掛けての日本の名種牡馬）
- スカパフロー - 1926年アメリカ2歳牡馬チャンピオン

## ブルードメアサイアーとしての主な産駒
- ドウバー（プリークネスステークス）
- パボット（ベルモントステークス、ジョッキークラブゴールドカップステークス）
- ヴェイグランシー（ベルデイムハンデキャップほか）

## 血統表
父フェアプレイは種牡馬として 1920年・1924年・1927年 の3回北アメリカリーディングサイアーを獲得し、ハリーオンと並んでマッチェム系を支えた。父母フェアリーゴールド、父父母シンデレラ、4代父オーストラリアンはイギリス産馬。3代父スペンドスリフトの母エアロライトはアメリカンナンバーだったのでジャージー規則に接触していた。母マフバーはナーサリー牧場で生まれた時（1910年）からベルモント夫妻に可愛がられ、馬名の意味はアラビア語で「どうか貴方に良い事がありますように」という祈りの意味。
ベルモントが牝馬を競馬に使い過ぎると繁殖入り後に悪影響が出るという持論により、3歳までに勝ちは初出走時の5ハロンレース1度だけで5戦1勝。
1913年から 1930年まで18年間の内、産んだのは5頭で1921年から空胎が続いた。
初仔マスダは三冠馬アソールトの三代母。マンノウォーは空胎後の2番仔。
翌1918年産まれのプレイフェロー（牡）を巡って一度10万ドルで売却後に裁判沙汰で買い戻される問題があった。成績は特筆することはない。
マイプレイは勝ちを挙げ種牡馬入りした。母父と母母はイギリス産馬。ロックサンドはイギリス三冠馬。
メリートークンはイギリスで4勝してからアメリカに渡りベルモントが繁殖用に購入した。
| Man O' Warの血統       | Man O' Warの血統                        | Man O' Warの血統                        | （血統表の出典）                        | （血統表の出典） |
| 父系                   | フェアプレイ系                          | フェアプレイ系                          | フェアプレイ系                          | [ § 2 ]          |
| 父 Fair Play 1905 栗毛 | 父の父Hastings 1893 黒鹿毛              | Spendthrift                             | Australian                              | Australian       |
| 父 Fair Play 1905 栗毛 | 父の父Hastings 1893 黒鹿毛              | Spendthrift                             | Aerolite                                |                  |
| 父 Fair Play 1905 栗毛 | 父の父Hastings 1893 黒鹿毛              | Cinderella                              | Tomahawk                                | Tomahawk         |
| 父 Fair Play 1905 栗毛 | 父の父Hastings 1893 黒鹿毛              | Cinderella                              | Manna                                   |                  |
| 父 Fair Play 1905 栗毛 | 父の母Fairy Gold 1896 栗毛              | Bend Or                                 | Doncaster                               | Doncaster        |
| 父 Fair Play 1905 栗毛 | 父の母Fairy Gold 1896 栗毛              | Bend Or                                 | Rouge Rose                              |                  |
| 父 Fair Play 1905 栗毛 | 父の母Fairy Gold 1896 栗毛              | Dame Masham                             | Galliard                                | Galliard         |
| 父 Fair Play 1905 栗毛 | 父の母Fairy Gold 1896 栗毛              | Dame Masham                             | Pauline                                 |                  |
| 母 Mahubah 1910 鹿毛   | 母の父Rock Sand 1900 黒鹿毛             | Sainfoin                                | Springfield                             | Springfield      |
| 母 Mahubah 1910 鹿毛   | 母の父Rock Sand 1900 黒鹿毛             | Sainfoin                                | Sanda                                   |                  |
| 母 Mahubah 1910 鹿毛   | 母の父Rock Sand 1900 黒鹿毛             | Roquebrune                              | St. Simon                               | St. Simon        |
| 母 Mahubah 1910 鹿毛   | 母の父Rock Sand 1900 黒鹿毛             | Roquebrune                              | St.Marguerite                           |                  |
| 母 Mahubah 1910 鹿毛   | 母の母Merry Token 1891 鹿毛             | Merry Hampton                           | Hampton                                 | Hampton          |
| 母 Mahubah 1910 鹿毛   | 母の母Merry Token 1891 鹿毛             | Merry Hampton                           | Doll Tearshieet                         |                  |
| 母 Mahubah 1910 鹿毛   | 母の母Merry Token 1891 鹿毛             | Mizpar                                  | Mangretor                               | Mangretor        |
| 母 Mahubah 1910 鹿毛   | 母の母Merry Token 1891 鹿毛             | Mizpar                                  | Underhand Mare                          |                  |
| 母系(F-No.)            | 4号族(FN:4-c)                           | 4号族(FN:4-c)                           | 4号族(FN:4-c)                           | [ § 3 ]          |
| 5代内の近親交配        | Hermit S5×M5=6.25%, Galopin S5×M5=6.25% | Hermit S5×M5=6.25%, Galopin S5×M5=6.25% | Hermit S5×M5=6.25%, Galopin S5×M5=6.25% | [ § 4 ]          |
| 出典                   | 1. 2. 3. 4.                             | 1. 2. 3. 4.                             | 1. 2. 3. 4.                             | 1. 2. 3. 4.      |